# انجمن مطالعه دوزیستان و خزندگان
انجمن مطالعه دوزیستان و خزندگان (به انگلیسی: Society for the Study of Amphibians and Reptiles) یک انجمن بین‌المللی خزنده‌شناسی است. این یک سازمان غیرانتفاعی است که از آموزش، حفاظت و تحقیقات مربوط به خزندگان و دوزیستان حمایت می‌کند. نشریات منظم شامل مجله Herpetology and Herpetological Review است. این بزرگ‌ترین انجمن بین‌المللی خزنده‌شناسی است و به دلیل داشتن متنوع‌ترین برنامه‌های انتشارات، نشستها و دیگر فعالیت‌ها در سراسر جهان شناخته شده است.